# Drosophila brevis
Drosophila brevis este o specie de muște din genul Drosophila, familia Drosophilidae, descrisă de Walker în anul 1853. Conform Catalogue of Life specia Drosophila brevis nu are subspecii cunoscute.